# دنكان (مسيسيبي)
دنكان (بالإنجليزية: Duncan, Mississippi)‏ هي بلدة تقع في مقاطعة بوليفار (ميسيسيبي) بولاية مسيسيبي في الولايات المتحدة. تبلغ مساحتها 2.4 (كم²)، وترتفع عن سطح البحر 47 م، بلغ عدد سكانها 423 نسمة في عام 2010 حسب إحصاء مكتب تعداد الولايات المتحدة وتصل الكثافة السكانية فيها 178.3 نسمة/كم2.

## التركيبة السكانية
حدّد مكتب تعداد الولايات المتحدة بيانات التركيبة السكانية لدنكان في تعداد الولايات المتحدة. في ما يلي، التركيبة السكانية حسب تعدادي 2000 و2010.

### تعداد عام 2000
بلغ عدد سكان دنكان 578 نسمة بحسب تعداد عام 2000، وبلغ عدد الأسر 177 أسرة وعدد العائلات 125 عائلة مقيمة في البلدة. في حين سجلت الكثافة السكانية 243.9 نسمة لكل كيلومتر مربع (631.7/ميل2). وبلغ عدد الوحدات السكنية 186 وحدة بمتوسط كثافة قدره 78.5 لكل كيلومتر مربع (203.3/ميل2).
وتوزع التركيب العرقي للبلدة بنسبة 19.55% من البيض و77.51% من الأمريكيين الأفارقة و2.25% من الأعراق الأخرى و0.69% من عرقين مختلطين أو أكثر و3.11% من الهسبانيون أو اللاتينيون من أي عرق.
بلغ عدد الأسر 177 أسرة كانت نسبة 46.9% منها لديها أطفال تحت سن الثامنة عشر تعيش معهم، وبلغت نسبة الأزواج القاطنين مع بعضهم البعض 36.2% من أصل المجموع الكلي للأسر، ونسبة 26% من الأسر كان لديها معيلات من الإناث دون وجود شريك،  بينما كانت نسبة 8.5% من الأسر لديها معيلون من الذكور دون وجود شريكة وكانت نسبة 29.4% من غير العائلات. تألفت نسبة 24.3% من أصل جميع الأسر من عدة أفراد يعيشون في نفس المنزل ونسبة 11.3% كانت تتألف من شخص يعيش بمفرده يبلغ من العمر 65 عاماً أو أكثر. وبلغ متوسط حجم الأسرة المعيشية 2.95، أما متوسط حجم العائلات فبلغ 3.47.
بلغ العمر الوسطي للسكان 33.0 عاماً. وكانت نسبة 33.4% من القاطنين تحت سن الثامنة عشر، وكانت نسبة 7.1% بين الثامنة عشر والرابعة والعشرين عاماً، ونسبة 25.1% كانت واقعةً في الفئة العمرية ما بين الخامسة والعشرين والرابعة والأربعين عاماً، ونسبة 15.6% كانت ما بين الخامسة والأربعين والرابعة والستين، ونسبة 9.2% كانت ضمن فئة الخامسة والستين عاماً فما فوق. يوجد لكل 100 أنثى 89.1 ذكر، ويوجد لكل 100 أنثى في الثامنة عشر من عمرها فما فوق 89.1 ذكر.
بلغ متوسط دخل الأسرة في البلدة 14,286 دولارًا، أما متوسط دخل العائلة فبلغ 16,875 دولارًا. وكان متوسط دخل الذكور 24,750 دولارًا مقابل 11,429 دولارًا للإناث. وسجل دخل الفرد الخاص بالبلدة 8,329 دولارًا. وكانت نسبة 51.1% من العائلات ونسبة 58.6% من السكان تحت خط الفقر، وكان من هؤلاء نسبة 75.4% تحت سن الثامنة عشر ونسبة 29.6% في الخامسة والستين من العمر وما فوق.

### تعداد عام 2010
بلغ عدد سكان دنكان 423 نسمة بحسب تعداد عام 2010، وبلغ عدد الأسر 137 أسرة وعدد العائلات 97 عائلة مقيمة في البلدة. في حين سجلت الكثافة السكانية 178.5 نسمة لكل كيلومتر مربع (462.3/ميل2). وبلغ عدد الوحدات السكنية 157 وحدة بمتوسط كثافة قدره 66.2 لكل كيلومتر مربع (171.5/ميل2).
وتوزع التركيب العرقي للبلدة بنسبة 27.19% من البيض و72.81% من الأمريكيين الأفارقة و2.60% من الهسبانيون أو اللاتينيون من أي عرق.
بلغ عدد الأسر 137 أسرة كانت نسبة 38.7% منها لديها أطفال تحت سن الثامنة عشر تعيش معهم، وبلغت نسبة الأزواج القاطنين مع بعضهم البعض 27% من أصل المجموع الكلي للأسر، ونسبة 36.5% من الأسر كان لديها معيلات من الإناث دون وجود شريك،  بينما كانت نسبة 7.3% من الأسر لديها معيلون من الذكور دون وجود شريكة وكانت نسبة 29.2% من غير العائلات. تألفت نسبة 26.3% من أصل جميع الأسر من عدة أفراد يعيشون في نفس المنزل ونسبة 6.6% كانت تتألف من شخص يعيش بمفرده يبلغ من العمر 65 عاماً أو أكثر. وبلغ متوسط حجم الأسرة المعيشية 2.69، أما متوسط حجم العائلات فبلغ 3.14.
بلغ العمر الوسطي للسكان 40.8 عاماً. وكانت نسبة 23.6% من القاطنين تحت سن الثامنة عشر، وكانت نسبة 11.1% بين الثامنة عشر والرابعة والعشرين عاماً، ونسبة 20.8% كانت واقعةً في الفئة العمرية ما بين الخامسة والعشرين والرابعة والأربعين عاماً، ونسبة 29.8% كانت ما بين الخامسة والأربعين والرابعة والستين، ونسبة 14.7% كانت ضمن فئة الخامسة والستين عاماً فما فوق. وتوزع التركيب الجنسي للسكان بنسبة 48.5% ذكور و51.5% إناث.

## أعلام
- إدي س. كامبل
- فيلي لوف

## وصلات خارجية
- The US50 - Cities and Towns in Mississippi State
- Mississippi Cities and Towns, Facts, Map, Flag, Colleges, Government, and More